# Swans Are Dead
Swans Are Dead – album koncertowy amerykańskiego zespołu Swans, wydany w 1998 przez Release Entertainment, Atavistic i Young God Records.
Swans Are Dead zawiera nagrania z różnych występów zespołu podczas europejskiej trasy koncertowej z 1995 oraz podczas serii pożegnalnych występów w Europie i USA z 1997. Autorem większości utworów jest Michael Gira (autorami „I Crawled” i „Yr Prp” są Michael Gira, Norman Westberg, Harry Crosby i Roli Mosimann, autorką „Lavender” i „Yum Yab” jest Jarboe).

## Lista utworów
Wersja 2xCD:
CD1 (Black CD, Final Tour 1997):
| Nr | Tytuł utworu        | Długość |
| -- | ------------------- | ------- |
| 1. | „Feel Happiness”    | 16:57   |
| 2. | „Low Life Form”     | 4:54    |
| 3. | „Not Alone”         | 13:12   |
| 4. | „Blood on Yr Hands” | 2:59    |
| 5. | „Hypogirl”          | 3:22    |
| 6. | „I Crawled”         | 10:04   |
| 7. | „I Am the Sun”      | 5:26    |
| 8. | „Blood Promise”     | 15:23   |
|    |                     | 1:12:17 |

CD2 (White CD, 1995 Tour):
| Nr | Tytuł utworu              | Długość |
| -- | ------------------------- | ------- |
| 1. | „Final Sac”               | 8:43    |
| 2. | „The Sound”               | 12:51   |
| 3. | „I See Them All Lined Up” | 6:26    |
| 4. | „Lavender”                | 8:02    |
| 5. | „Yr Prp”                  | 8:51    |
| 6. | „Yum Yab”                 | 4:36    |
| 7. | „Helpless Child”          | 17:44   |
| 8. | „M/F”                     | 3:24    |
|    |                           | 1:10:37 |

## Twórcy
Udział w nagraniach z 1995:
- Michael Gira – śpiew, gitara elektryczna
- Jarboe – śpiew, instrumenty klawiszowe
- Vudi – gitara elektryczna, instrumenty klawiszowe
- Joe Goldring – gitara elektryczna, gitara basowa
- Larry Mullins – perkusja, wibrafon

Udział w nagraniach z 1997:
- Michael Gira – śpiew, gitara elektryczna
- Jarboe – śpiew, instrumenty klawiszowe
- Clinton Steele – gitara elektryczna
- Bill Bronson – gitara basowa
- Phil Puleo – perkusja, cymbały